# Judith Tukahirwa
Judith Tukahirwa Tumusiime (nhũ danh Judith Tukahirwa) là một Uganda nhà khoa học môi trường, nước và vệ sinh môi trường tư vấn, và cựu giám đốc điều hành quản lý. Bà là phó giám đốc điều hành trước đây của Cơ quan Thành phố Thủ đô Kampala (KCCA). Bà được bổ nhiệm vào vị trí đó vào tháng 12 năm 2012. Bà đã từ chức vào ngày 31 tháng 10 năm 2016, với lý do can thiệp từ các chính trị gia và cơ quan an ninh.

## Bối cảnh và giáo dục
Bà được sinh ra ở Uganda vào khoảng năm 1970. Tuhakirwa đã tham dự Trường tiểu học Shimoni ở trung tâm thành phố vào thời điểm đó và Trinity College Nabbingo cho các nghiên cứu O-Level và A-Level của cô. Bà học tại Đại học Makerere, nơi cô có bằng Cử nhân Khoa học Giáo dục về sinh học và hóa học. Sau đó, bà có bằng Thạc sĩ Khoa học về môi trường và tài nguyên thiên nhiên, cũng từ Makerere. Bằng tiến sĩ về vệ sinh đô thị và quản lý chất thải rắn của bà được lấy từ Đại học Wageningen ở Hà Lan. Sau đó, bà được đào tạo về điều hành tại Trường Chính phủ John F. Kennedy trong Đại học Harvard.

## Nghề nghiệp
Năm 1998, bà bắt đầu giảng dạy sinh học và hóa học tại St. Mary's College Kisubi. Sau khi học tiến sĩ, cô làm nghiên cứu viên cho Dự án Môi trường Hồ Victoria thuộc Bộ Phát triển Đô thị và Đất đai ở Uganda, do Ngân hàng Thế giới tài trợ. Sự tham gia ban đầu của bà ở KCCA là khi bà được thuê làm tư vấn về quản lý chất thải rắn. Sau đó, bà được bổ nhiệm làm quyền giám đốc của y tế công cộng và môi trường. Vào tháng 12 năm 2012, Chủ tịch Yoweri Museveni đã bổ nhiệm bà làm phó giám đốc điều hành của KCCA. Vào tháng 10 năm 2016, bà đã từ chức.